# Policía de Lara Fútbol Club
Policía de Lara Fútbol Club é um clube de futebol da Venezuela. Atualmente participa da 2ª Divisão do Campeonato Venezuelano de Futebol.